# Gökçe Güneş Doğrusöz
Gökçe Güneş Doğrusöz (* 2004 in Istanbul) ist eine türkische Schauspielerin.

## Leben und Karriere
Doğrusöz wurde 2004 in Istanbul geboren. Sie studierte an der Müjdat Gezen Sanat Merkezi. Ihr Debüt gab sie 2021 in dem Film Elli Kelimelik Mektuplar. Im selben Jahr spielte Doğrusöz in dem Film Zuhal. Außerdem bekam sie 2022 in der Fernsehserie Duy Beni die Hauptrolle. Seit 2023 ist sie in der Serie Sarmaşık Zamanı zu sehen.

## Filmografie (Auswahl)
- 2021: Elli Kelimelik Mektuplar (Film)
- 2021: Zuhal (Film)
- 2022: Duy Beni (Fernsehserie, 20 Episoden)